# هوو قوانج
هوو قوانج (مواليد 150 قبل الميلاد في ياودو ديستريكت-67 قبل الميلاد) كان سياسي ووصي العرش الصيني.